# 글롬마강

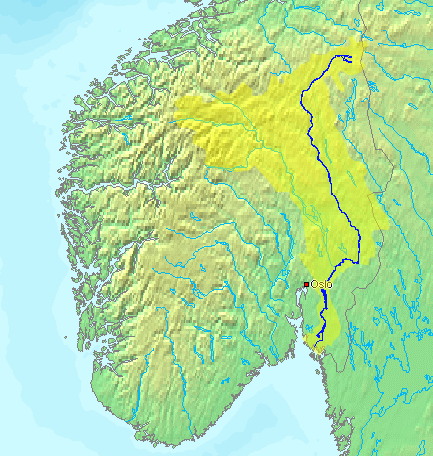
글롬마강

글롬마강(노르웨이어: Glomma)은 노르웨이의 강으로, 길이 598 km인 스칸디나비아반도에서 가장 긴 강이다. 유역 면적은 42,000 km2로 노르웨이의 13%를 차지하며, 노르웨이 남부의 대부분에 해당한다.